# Obszar obrazów efemerycznych

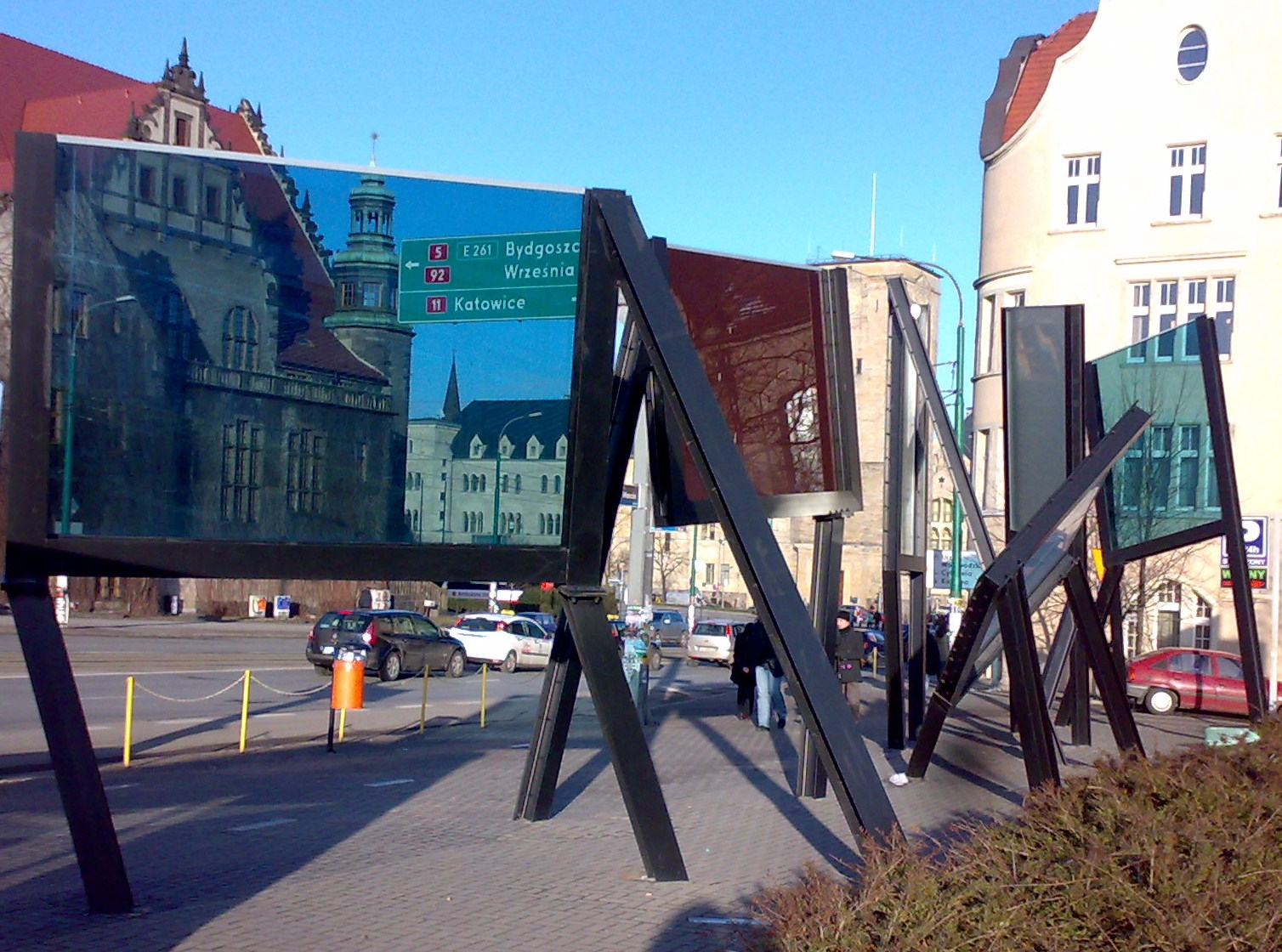
Rzeźba na tle (od lewej): Auli Uniwersyteckiej, Zamku Cesarskiego i Akademii Muzycznej

Obszar obrazów efemerycznych (potocznie też: Lustra) – rzeźba uliczna (instalacja) autorstwa prof. Jana Berdyszaka, zlokalizowana w Poznaniu przy południowo-wschodniej części Ronda Kaponiera (ul. Święty Marcin róg Skośnej).
Instalację odsłonięto w kwietniu 2009. Autor jest profesorem na poznańskim Uniwersytecie Artystycznym. Rzeźba w zamierzeniu twórcy ma unaoczniać przechodniom krótkotrwałość, fokusowość i przemijalność miejskich obrazów – tego, co na co dzień mija każdy obywatel wielkiego miasta w swoim dynamicznym ruchu. Janusz Bałdyga stwierdził, że mimo pomnikowej skali rzeźba nie ma semantycznego wektora, jej funkcja polega raczej na transformacji przestrzeni miejskiej, pokazaniu dynamiki i ulotności obrazów i związanych z nimi znaczeń [...], opuszczając bezpieczny azyl placu czy parku, staje się stroną w sporze o funkcję rzeźby w mieście
Na zespół składa się siedem obiektów – luster i szyb w masywnych metalowych dwuteownikach. Szklane elementy posiadają różny stopień przejrzystości, wybarwienia, odblaskowości oraz przechylenia względem podłoża. Wszystko to powoduje, że przechodzący widz atakowany jest gamą zróżnicowanych obrazów (ruch na Kaponierze należy do najintensywniejszych w mieście).
Genezą powstania dzieła było zainteresowanie Berdyszaka tzw. fotografią efemeryczną. Artystę fascynują nietrwałe obrazy powstające na co dzień w naturze – np. odbicia powstające na powierzchni tafli wodnych, szyb czy kałuż. Usytuowanie obiektów w rejonie Kaponiery sprawia, że wchodzą one w dialog, nie tylko ze zróżnicowaną architekturą tego obszaru, ale także z jego bogatą historią (m.in. Dzielnica Cesarska, Collegium Iuridicum, Akademia Muzyczna, pomnik Ofiar Czerwca 1956, Hotel Merkury i MTP).
Nieuchwytność i niepowtarzalność widoków oferowanych każdemu odbiorcy z osobna sprawia, że każdy z nich może zinterpretować rzeźbę unikalnie i efemerycznie. Instalacja jest symbolem pulsującego i zmieniającego się w każdej chwili miasta. Forma rzeźby – czarne dwuteowniki – nawiązuje natomiast do estetyki XIX-wiecznych konstrukcji przemysłowych. 